# Seui
Seui település Olaszországban, Szardínia régióban, Ogliastra megyében. Lakosainak száma 1155 fő (2023. január 1.). Seui Arzana, Escalaplano, Esterzili, Gairo, Perdasdefogu, Sadali, Seulo, Ulassai és Ussassai községekkel határos.

## Népesség
A település lakossága az elmúlt években az alábbi módon változott:
| Lakosok száma | 1292 | 1280 | 1155 |
|               | 2017 | 2018 | 2023 |